# نيكولا بيرين
نيكولا بيرين هو مهندس مدني سويسري، ولد في 1959.